# Llista de monuments de Sant Martí de Riucorb
Llista de monuments de Sant Martí de Riucorb inclosos en l'Inventari del Patrimoni Arquitectònic Català per al municipi de Sant Martí de Riucorb (Urgell). Inclou els inscrits en el Registre de Béns Culturals d'Interès Nacional (BCIN) amb la classificació de monuments històrics, els Béns Culturals d'Interès Local (BCIL) de caràcter immoble i la resta de béns arquitectònics integrants del patrimoni cultural català.
| Monument                                 | Protecció    | Estil/època                   | Localització                                                                  | Coordenades                                          | Codi?     | Imatge |
| ---------------------------------------- | ------------ | ----------------------------- | ----------------------------------------------------------------------------- | ---------------------------------------------------- | --------- | --- |
| Església de Sant Martí de Maldà          | BCIN 394-MH  | Barroc XVII                   | Sant Martí de Riucorb Pl. Major, Sant Martí de Maldà                          | 41° 33′ 33″ N, 1° 03′ 16″ E / 41.55924°N,1.05456°E   | IPA-457   | Església de Sant Martí de Maldà (Sant Martí de Riucorb) · Vegeu més fotos d'aquest monument · Carregueu una nova foto d'aquest monument          |
| Castell de Sant Martí                    | BCIN 1501-MH |                               | Sant Martí de Riucorb C. del Castell, Sant Martí de Maldà                     | 41° 33′ 39″ N, 1° 03′ 13″ E / 41.56072°N,1.05366°E   | IPA-1697  | Castell de Sant Martí (Sant Martí de Riucorb) · Vegeu més fotos d'aquest monument · Carregueu una nova foto d'aquest monument                    |
| Molí de la Canya                         |              | Obra popular XVIII            | Sant Martí de Riucorb Descampat, a la dreta del riu Corb                      | 41° 33′ 19″ N, 1° 01′ 59″ E / 41.555320°N,1.032993°E | IPA-29806 | Molí de la Canya (Sant Martí de Riucorb) · Vegeu més fotos d'aquest monument · Carregueu una nova foto d'aquest monument                         |
| Molí de la Torre Blanca                  |              | Obra popular XIII             | Sant Martí de Riucorb Descampat, a l'esquerra de la séquia gran               | 41° 34′ 05″ N, 1° 01′ 24″ E / 41.568016°N,1.023408°E | IPA-29808 | Molí de la Torre Blanca (Maldà) · Vegeu més fotos d'aquest monument · Carregueu una nova foto d'aquest monument                                  |
| Sant Martí Vell, portes de la muralla    |              | Gòtic Medieval                | Sant Martí de Riucorb Nucli antic de Sant Martí de Maldà                      | 41° 33′ 37″ N, 1° 03′ 15″ E / 41.560192°N,1.054192°E | IPA-29852 | Sant Martí Vell (Sant Martí de Riucorb) · Vegeu més fotos d'aquest monument · Carregueu una nova foto d'aquest monument                          |
| Cal Foguet                               |              | Obra popular XVII             | Sant Martí de Riucorb Travessia del Castell, Sant Martí de Maldà              | 41° 33′ 37″ N, 1° 03′ 15″ E / 41.560332°N,1.054110°E | IPA-29853 | Cal Foguet (Sant Martí de Riucorb) · Vegeu més fotos d'aquest monument · Carregueu una nova foto d'aquest monument                               |
| Cal Consol                               |              | Barroc, obra popular XV       | Sant Martí de Riucorb C. Major, 3, Sant Martí de Maldà                        | 41° 33′ 36″ N, 1° 03′ 16″ E / 41.560006°N,1.054375°E | IPA-29854 | Cal Consol (Sant Martí de Riucorb) · Vegeu més fotos d'aquest monument · Carregueu una nova foto d'aquest monument                               |
| Cal Fluvià                               |              | Obra popular XVI-XVII         | Sant Martí de Riucorb Pl. Església                                            |                                                      | IPA-29855 | Carregueu una nova foto d'aquest monument |
| Ermita de Sant Roc                       |              | Barroc XVIII                  | Sant Martí de Riucorb Afores del poble de Sant Martí de Maldà                 | 41° 33′ 38″ N, 1° 02′ 50″ E / 41.560692°N,1.047236°E | IPA-29856 | Ermita de Sant Roc (Sant Martí de Riucorb) · Vegeu més fotos d'aquest monument · Carregueu una nova foto d'aquest monument                       |
| Capella del Castell                      |              | Romànic XIV                   | Sant Martí de Riucorb C. del Castell, Sant Martí de Maldà                     | 41° 33′ 39″ N, 1° 03′ 15″ E / 41.560853°N,1.054095°E | IPA-29857 | Capella del Castell (Sant Martí de Riucorb) · Vegeu més fotos d'aquest monument · Carregueu una nova foto d'aquest monument                      |
| Cabana de volta                          |              | Obra popular XIX              | Sant Martí de Riucorb Ctra. Tàrrega                                           |                                                      | IPA-29858 | Carregueu una nova foto d'aquest monument |
| Cal Miqueló                              |              | Eclecticisme, noucentisme XIX | Sant Martí de Riucorb Pl. Major, 15, Sant Martí de Maldà                      | 41° 33′ 35″ N, 1° 03′ 15″ E / 41.559614°N,1.054245°E | IPA-29859 | Cal Miqueló (Sant Martí de Riucorb) · Vegeu més fotos d'aquest monument · Carregueu una nova foto d'aquest monument                              |
| Església de Sant Abdó i Sant Senén       | BCIL 2013    | Gòtic tardà, renaixement XIII | Sant Martí de Riucorb Pl. de l'Església, Llorenç de Rocafort                  | 41° 32′ 04″ N, 1° 04′ 02″ E / 41.534513°N,1.067246°E | IPA-29860 | Església de Sant Abdó i Sant Senén (Sant Martí de Riucorb) · Vegeu més fotos d'aquest monument · Carregueu una nova foto d'aquest monument       |
| Creu de terme                            |              | Barroc XVI                    | Sant Martí de Riucorb Ctra. L-201, a l'entrada de Sant Martí de Maldà pel sud | 41° 33′ 32″ N, 1° 03′ 16″ E / 41.558921°N,1.054388°E | IPA-29861 | Creu de terme (Sant Martí de Riucorb) · Vegeu més fotos d'aquest monument · Carregueu una nova foto d'aquest monument                            |
| Església parroquial de la Transfiguració |              | Neoclassicisme XVIII          | Sant Martí de Riucorb Rocafort de Vallbona                                    | 41° 33′ 17″ N, 1° 05′ 40″ E / 41.554750°N,1.094575°E | IPA-29863 | Església parroquial de la Transfiguració (Sant Martí de Riucorb) · Vegeu més fotos d'aquest monument · Carregueu una nova foto d'aquest monument |
| Castell de Rocafort de Vallbona          |              | Gòtic XIII                    | Sant Martí de Riucorb Rocafort de Vallbona                                    | 41° 33′ 17″ N, 1° 05′ 37″ E / 41.554854°N,1.093520°E | IPA-29864 | Castell de Rocafort de Vallbona (Sant Martí de Riucorb) · Vegeu més fotos d'aquest monument · Carregueu una nova foto d'aquest monument          |
| Cal Ventura                              |              | Obra popular XVI              | Sant Martí de Riucorb Pl. Església, Rocafort de Vallbona                      | 41° 33′ 17″ N, 1° 05′ 40″ E / 41.554672°N,1.094333°E | IPA-29865 | Cal Ventura (Sant Martí de Riucorb) · Vegeu més fotos d'aquest monument · Carregueu una nova foto d'aquest monument                              |
| Cal Bellart                              |              | Gòtic tardà, obra popular XV  | Sant Martí de Riucorb C. de la Font, 4, Rocafort de Vallbona                  | 41° 33′ 17″ N, 1° 05′ 34″ E / 41.554683°N,1.092755°E | IPA-29866 | Cal Bellart (Sant Martí de Riucorb) · Vegeu més fotos d'aquest monument · Carregueu una nova foto d'aquest monument                              |
| Església de Santa Maria del Vilet        |              | Gòtic XIII                    | Sant Martí de Riucorb C. Major, el Vilet                                      | 41° 33′ 24″ N, 1° 04′ 13″ E / 41.556798°N,1.070200°E | IPA-29868 | Església de Santa Maria del Vilet (Sant Martí de Riucorb) · Vegeu més fotos d'aquest monument · Carregueu una nova foto d'aquest monument        |
| Molí del Marraco                         |              | Obra popular XVIII            | Sant Martí de Riucorb Descampat, a la dreta del riu Corb                      |                                                      | IPA-29872 | Carregueu una nova foto d'aquest monument |
| Molí del Vilet o de la Pubilla Marcelina |              | Obra popular XVIII            | Sant Martí de Riucorb Dintre el poble del Vilet, a l'esquerra del riu Corb    |                                                      | IPA-29873 | Carregueu una nova foto d'aquest monument |
| Molí del Roquet                          |              | Obra popular XVIII            | Sant Martí de Riucorb Sant Martí de Maldà, descampat, a la dreta del riu Corb | 41° 33′ 25″ N, 1° 03′ 17″ E / 41.557066°N,1.054761°E | IPA-29875 | Molí del Roquet (Sant Martí de Riucorb) · Vegeu més fotos d'aquest monument · Carregueu una nova foto d'aquest monument                          |
| Molí de l'Aiguet o del Pipa              |              | Obra popular XVIII            | Sant Martí de Riucorb Descampat, a la dreta del riu Corb                      |                                                      | IPA-29876 | Carregueu una nova foto d'aquest monument |
| Molí o castell de la Sinoga              |              | Romànic, historicisme XII, XX | Sant Martí de Riucorb Afores de Belianes                                      | 41° 34′ 23″ N, 1° 01′ 21″ E / 41.572925°N,1.022372°E | IPA-30495 | Molí de la Sinoga (Sant Martí de Riucorb) · Vegeu més fotos d'aquest monument · Carregueu una nova foto d'aquest monument                        |
| Rectoria de Rocafort de Vallbona         |              | Obra popular XVIII Mitjan     | Sant Martí de Riucorb Pl. de l'Església, 1, Rocafort de Vallbona              | 41° 33′ 17″ N, 1° 05′ 39″ E / 41.554846°N,1.094202°E | IPA-30496 | Rectoria de Rocafort de Vallbona (Sant Martí de Riucorb) · Vegeu més fotos d'aquest monument · Carregueu una nova foto d'aquest monument         |
| Cal Foix de Rocafort de Vallbona         |              | Obra popular XVII             | Sant Martí de Riucorb C. Major, 13, Rocafort de Vallbona                      | 41° 33′ 16″ N, 1° 05′ 37″ E / 41.554462°N,1.093709°E | IPA-30497 | Cal Foix de Rocafort de Vallbona (Sant Martí de Riucorb) · Vegeu més fotos d'aquest monument · Carregueu una nova foto d'aquest monument         |
| Cal Duran de Sant Martí de Maldà         |              | Neoclassicisme XVIII          | Sant Martí de Riucorb Pl. Major - c. Calvari, Sant Martí de Maldà             | 41° 33′ 34″ N, 1° 03′ 15″ E / 41.559318°N,1.054301°E | IPA-30498 | Cal Duran (Sant Martí de Riucorb) · Vegeu més fotos d'aquest monument · Carregueu una nova foto d'aquest monument                                |
| Creu de terme de Sant Martí de Riucorb   |              | Renaixement XVI               | Sant Martí de Riucorb C. del Nord, Sant Martí de Maldà                        | 41° 33′ 37″ N, 1° 03′ 18″ E / 41.560231°N,1.055051°E | IPA-30499 | Creu de terme de Sant Martí de Riucorb · Vegeu més fotos d'aquest monument · Carregueu una nova foto d'aquest monument                           |
| Casa del Foment                          |              | Noucentisme XX Inici          | Sant Martí de Riucorb Pl. Major, Sant Martí de Maldà                          | 41° 33′ 32″ N, 1° 03′ 17″ E / 41.558991°N,1.054651°E | IPA-30500 | Casa del Foment (Sant Martí de Riucorb) · Vegeu més fotos d'aquest monument · Carregueu una nova foto d'aquest monument                          |
| Ca l'Amitger, o Ca l'Enric del Sarral    |              | Gòtic XVI                     | Sant Martí de Riucorb C. de l'Església, 3, Rocafort de Vallbona               | 41° 33′ 17″ N, 1° 05′ 39″ E / 41.554698°N,1.094097°E | IPA-30501 | Ca l'Amitger (Sant Martí de Riucorb) · Vegeu més fotos d'aquest monument · Carregueu una nova foto d'aquest monument                             |